# Russelieae
Russelieae es una tribu  de plantas de flores perteneciente a la familia Plantaginaceae. Comprende los siguientes géneros:

## Géneros
- Russelia - Tetranema

- Datos: Q6113764
- Multimedia: Russelieae / Q6113764
- Especies: Russelieae